# Fosforytyzacja
Fosforytyzacja – długotrwały proces geologiczny polegający na wypieraniu w osadach węglanu wapnia (kalcytu) przez fosforan wapnia.